# 오토모 세이지
오토모 세이지(大友誠治, 1967년 -)는 일본의 살인자이다.

## 인물
고등학교를 졸업한 뒤, 1992년부터 1998년까지 운송회사에서 트럭 운전기사로 일했다. 이후 도쿄도에서 직장생활을 했고, 일시적으로 노숙자 생활을 하기도 했다.

## 폭주 사건
2005년 4월 2일, 센다이시 아오바구의 중심 상점가에서 렌터카 트럭을 몰고 보행자 전용 도로를 폭주하여 세 차례에 걸쳐 7명을 치어 다카하시 와카코(高橋和香子, 당시 44), 세키네 겐지(関根健二, 당시 24)등 2명이 그 자리에서 숨졌고, 중상을 입고 후송된 하야시 준코(林淳子, 당시 42)도 나중에 숨졌으며, 나머지 4명이 중상을 입었다. 오토모는 전날인 4월 1일 차를 빌렸으며 차내에서 1박한 뒤 범행을 저질렀다.

## 재판과 처벌
2007년 3월 15일, 센다이 지방법원은 오토모에게 징역 28년을 선고했다. 당시 검찰측은 무기징역을 구형했으나 재판부는 오토모가 환청에 시달리는 등, 일부 심신미약의 정황이 있다 보고 이러한 판결을 내린 것이다. 검찰측은 상고하였고, 2008년 3월 7일, 센다이 고등법원은 검찰의 항소를 받아들여 1심 판결을 파기하고 무기징역을 선고했고, 이 판결이 그대로 확정되어 오토모는 현재 복역중이다.
한편, 2006년 9월에 일부 유족들이 센다이 시와 오토모에게 차를 빌려준 렌터카 업체를 상대로 손해배상을 청구하는 민사 소송을 제기했다. 이에 대해 센다이 지방법원은 2008년 5월 13일 내린 판결에서 시에 대한 청구를 기각하고, 렌터카 업체의 책임만을 인정했다.

## 같이 보기
- 우와베 야스아키 - 마찬가지로 렌터카를 빌려 사람이 많은 곳을 폭주한 살인자.
- 아키하바라 살인 사건 - 범인 가토 도모히로는 본 사건과 가나가와 마사히로의 범행을 모방하여 범행을 저질렀다.